# Windsor Great Park
Windsor Great Park, anteriormente conocido como Windsor Forest y Windsor Royal Park, es una parque real de casi 2000 hectáreas ubicado en el sur de la ciudad de Windsor, en el condado de Berkshire, Reino Unido. En sus inicios, era un terreno privado de la realeza británica usado eminentemente para la caza y, actualmente, permanece abierto al público.

## Historia

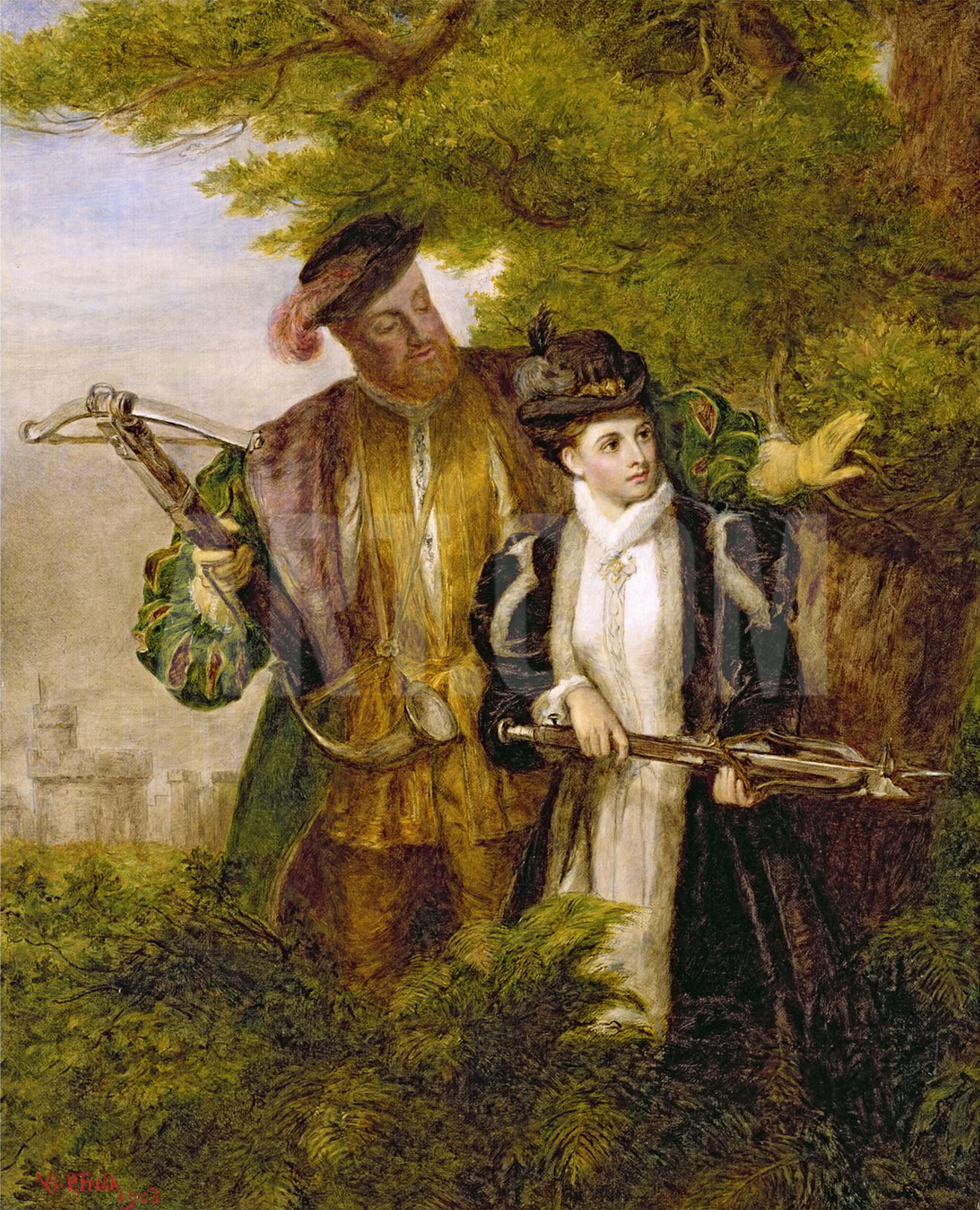
Cuadro de William Powell Frith, representando al rey Enrique VIII y Ana Bolena de caza en el antiguo Windsor Forest.

### Época Windsor Forest
En un inicio, al sur del Castillo de Windsor había una gran y densa zona boscosa conocida como Windsor Forest (literalmente, bosque de Windsor), la cual era una zona reservada para la caza privada de los reyes sajones, además de servir como fuente de suministros clave para el Castillo de Windsor, principalmente ciervos, jabalíes y peces, además de la obtención de madera. No fue hasta el siglo XIII cuando se empezaron a marcar los límites de la mano del rey Enrique III, abarcando un tamaño muy superior al actual.

### Época Windsor Royal Park
Fruto de la disminución de la obtención de presas en el Windsor Forest, en el siglo XVIII, la Casa de Hanóver decidió empezar a convertirlo en un gran jardín que pasaría a ser conocido como Windsor Roayal Park, pero siguiendo privado y de uso y disfrute exclusivo para la familia real y la élite del país. En 1753, se creó una de las partes claves del parque, el lago Virginia Water, y ampliado en los años 1780.

### Época Windsor Great Park
No fue hasta mediados del siglo XX cuando, poco a poco, se empezó a abrir al público por partes, empezando por las zonas Valley Gardens y Frogmore, que venían a alcanzar unas 160 hectáreas de libre acceso por primera vez en la historia de las 2000 hectáreas disponibles actuales.

## Arquitectura y escultura

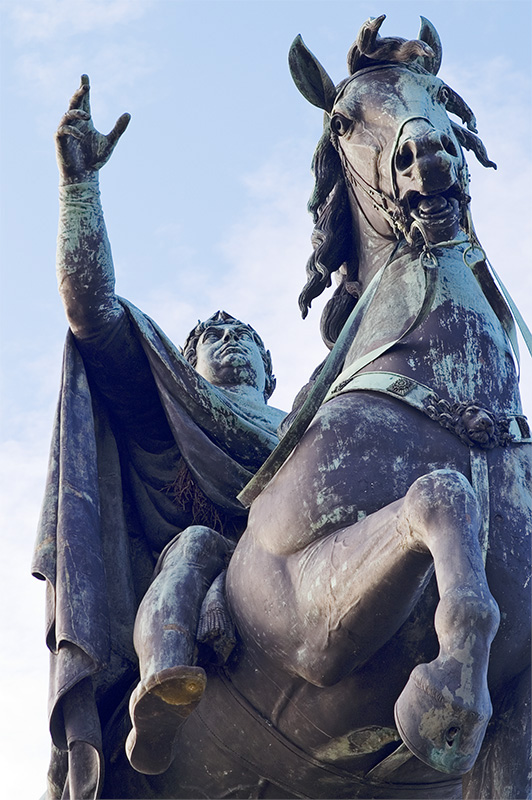
Copper Horse, escultura ecuestre en honor al rey Jorge III.

### Obras que se conservan
Listado de las obras permanentes ubicadas dentro del parque ordenadas cronológicamente.
| Año  | Nombre                     | Tipo      | Autor              | Notas                                                            |
| ---- | -------------------------- | --------- | ------------------ | ---------------------------------------------------------------- |
| 1755 | Fort Belvedere             | Palacio   | Henry Flitcroft    | Hogar del rey Eduardo VIII.                                      |
| 1808 | Cranbourne Tower           | Torre     | -                  | Única parte superviviente del antiguo Cranbourne Lodge.          |
| 1825 | Royal Chapel of All Saints | Capilla   | Jeffry Wyatville   | De estilo neogótico, también conocida como Queen Victoria Chapel |
| 1827 | Five Arch Bridge           | Puente    | Jeffry Wyatville   | Cruzando el lago Virginia Water.                                 |
| 1828 | Leptis Magna Ruins         | Monumento | Jeffry Wyatville   | Usando material original de Leptis Magna, Libia.                 |
| 1829 | Copper Horse               | Escultura | Richard Westmacott | Representando al rey Jorge III.                                  |
| 1958 | Totem Pole                 | Monumento | Mungo Martin       | Usando un cedro rojo occidental de 600 años.                     |
| 2002 | Jubilee Statue             | Escultura | Philip Jackson     | Representando a la reina Isabel II.                              |

### Obras que no se conservan
| Año        | Nombre           | Tipo     | Autor | Notas                                                                   |
| ---------- | ---------------- | -------- | ----- | ----------------------------------------------------------------------- |
| siglo XIII | Cranbourne Lodge | Edificio | -     | Lugar de nacimiento de la duquesa Ana Hyde, madre de la reina María II. |

## Naturaleza
El parque cuenta con un gran lago de 1 km², creado artificialmente, conocido como Virginia Water Lake y varios estanques. A lo largo de los siglos, se fueron añadiendo jardines alrededor del lago como Daffodil Valley, Valley Gardens o Savill Garden. 

### Flora
El parque fue ideado para que cada época del año tuviera su aliciente, con cambios de tonalidades y floraciones de distintas especies acorde con cada estación del año. En primavera, destaca la floración de los rhododendron y azaleas. En otoño destaca la floración de cyclamen coum, rosa moyesii, amaranthus cruentus, aralia, calluna, cleome y a veces, se encuentran floraciones tardías como la de hydrangea. También destacan árboles muy longevos como un roble de más de 500 años que lograron salvarse de las grandes talas que se produjeron durante los años 1700 debido a la gran producción de naves.

### Fauna
Los principales mamíferos del parque son los ciervos rojos, juntamente con los muntiacus y los corzos, cuya población habitó durante siglos en esa zona hasta la llegada de la Segunda Guerra Mundial, cuando sobre 1940 se diezmó la especie con tal de conseguir comida. Posteriormente, en 1979, Felipe de Edimburgo, que a su vez era el jefe de los guardabosques de Windsor Great Park, ordenó la reinserción de la especie que más caracterizó el parque a lo largo de su historia. Durante los meses de otoño, coincidiendo con la bajada de turismo, es cuando los ciervos salen más de los bosques cruzando las amplias avenidas del parque. También se encuentran otras especies como conejos, liebres, ardillas, zorros, visones y topos, aunque muchos de ellos son considerados como «plaga» y anualmente cazados, hecho que ha motivado las críticas de parte de la sociedad británica, así como de grupos y asociaciones de derechos de los animales que lo califican como «masacre».
El parque también es especialmente rico en especies de aves nocturnas como podargus o lechuzas y diurnas como pájaros carpinteros, cuervos, chotacabras, currucas rabilarga, entre otras, que se encuentran entre sus bosques o anidando en el suelo. En los lagos, estanques y humedales, permanecen especies como las garzas, patos mandarín, martines pescadores, avetorillos además de migrantes como los gansos del Nilo, que llegan en invierno.

## Otros usos

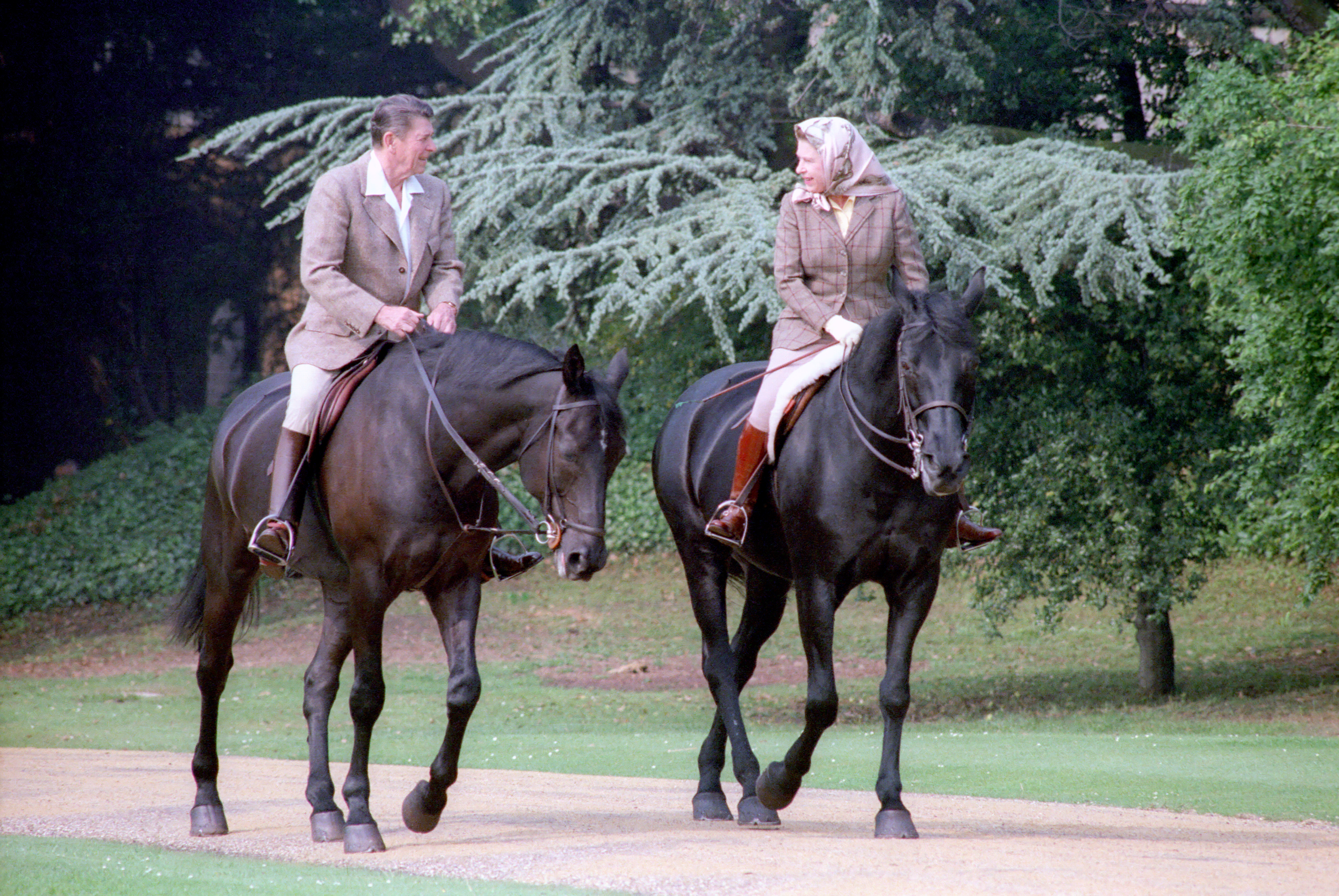
El presidente Ronald Reagan y la reina Isabel II paseando a caballo por Windsor Great Park en 1982.

A lo largo de la historia fue cambiando los usos, empezando como un bosque de caza privado para la monarquía que servía para abastecer al Castillo de Windsor, pasando por un gran jardín también privado, hasta convertirse en el actual parque abierto al público. El parque ha sido lugar de encuentros protocolarios políticos como la vista del presidente estadounidense Ronald Reagan al Reino Unido en 1982, cabalgando con la reina Isabel II por el parque. También fue el motivo de la portada del álbum A Single Man del cantante británico Elton John, lanzado en 1978.

### Locaciones
El parque ha sido elegido por varios directores de fotografía de producciones cinematográficas, destacando:
- 2009: Harry Potter y el misterio del príncipe, de David Yates.
- 2010: Robin Hood, de Ridley Scott
- 2010: Harry Potter y las Reliquias de la Muerte: parte 1, de David Yates.
- 2011: Harry Potter y las Reliquias de la Muerte: parte 2, de David Yates.
- 2012: Snow White & the Huntsman, de Rupert Sanders.
- 2014: Into the Woods, de Rob Marshall.
- 2017: King Arthur: Legend of the Sword, de Guy Ritchie.
- 2018: Aniquilación, de Alex Garland.